# 紫苑的血族
《紫苑的血族》，為日本輕小說作家杉井光，きみしま青擔任插畫的輕小說作品。文庫本於2010年、一迅社文庫（一迅社所屬）刊載。繁體中文版由臺灣東立出版社代理。2011年9月22日發售成人遊戲版。

## 故事簡介
西歷2016年，世間戰火延燒不斷的漩渦的中心點──帝都東京。自敵對的異形下守護皇族血脈的吸血鬼家族「紫苑的血族」，隱密地存活著。在年輕的女當家，紫苑寺有葉的指揮下，某個夜中，運送了一具棺材。而那是封印著曾經魔力暴走的，有葉的弟弟，紫苑寺尊。當封印被解放、甦醒的少年道──「敵人盡數殺戮！所有女人都是屬於我的！」「我要建立後宮，留下一億個孩子，讓紫苑寺的血脈充滿整個地球！」──凶暴、好色、殘忍、形形色色無理取鬧的魔王成長物語！拍案叫絕的“真性”後宮傳奇超展開，就此開幕。

## 登場角色
紫苑寺尊
有葉的雙胞胎弟弟，但在其年幼時，因家族之故而被帶至異地獨自生活。純粹地將所有中意的女性都當作自己的妻子戀慕著。在戰鬥時能將純真的暴力性與殘虐性發揮出來，進而產生可怕的成果。
紫苑寺有葉（CV：田中美智）
尊的親姐姐。自尊心強，紫苑寺家族的女當家。具有操縱火焰的能力，其業火能燒盡所有之物。自弟弟尊年幼時就對其時分的溺愛。儘管對命的再相見非常期待，但對於成為肆意玩弄女性之男的弟弟抱有灰心及厭惡感……本身亦是糟糕邪惡妄想癖的病患者。
紫苑寺初音（CV：理多）
有葉的祖母。紫苑寺家族的前當家。具有控制時間的能力，能將自身的時間回溯到小時候。
和晃院靜佳（CV：天天）
有葉的友人，以財政支持天權的名門，繼承和晃院家族血脈的女性。相較於紫苑寺家錯綜複雜的血緣關係使致在魔力上不及有葉，使用增幅器〈Booster〉駕馭控制強大重力的魔術。與有葉在年幼之時就是十分要好的朋友，但其友情在不知不覺中逐漸轉化成愛情，常使用熱情愛慕的稱呼令有葉感到難為情。
索菲亞（CV：民安友繪）

諾維姆（CV：涼森ちさと）

藤堂 冬子（CV：カンザキカナリ）
服侍著紫苑寺家的有能女僕。常使用圖謀不軌的性騷擾發言針對有葉的妄想癖屬性反覆刺激，並以欣賞有葉妄想病發作面紅耳赤的表情為人生之樂趣。

## 書籍一覽
| 集數 | 日文副標題 | 中文副標題             | 一迅社         | 一迅社                 | 東立出版社    | 東立出版社             |
| 集數 | 日文副標題 | 中文副標題             | 發售日期       | ISBN                   | 發售日期      | ISBN                   |
| ---- | ---------- | ---------------------- | -------------- | ---------------------- | ------------- | ---------------------- |
| 1    |            | 魔王尊與一千位新娘     | 2010年3月20日  | ISBN 978-4-7580-4125-6 | 2011年7月28日 | ISBN 978-986-10-8060-4 |
| 2    |            | 魔王尊與九十億的聖名   | 2011年2月19日  | ISBN 978-4-7580-4202-4 | 2011年11月3日 | ISBN 978-986-10-8915-7 |
| 3    |            | 魔王尊與那由他之十字架 | 2011年10月20日 | ISBN 978-4-7580-4258-1 | 2012年9月6日  | ISBN 978-986-317-837-8 |

## 遊戲
2011年2月公開遊戲化決定，由Visual Art's旗下品牌catwalk在2011年9月22日開始販售シオンの血族 ～この不確かな世界と天使たちの輪舞曲～。

### 主題歌
Salvator～永遠の罪人～
作詞：桜沢大、泉七月　作曲：琉姫アルナ　歌：YUNA

### 工作人員
- 原畫：きみしま青
- 構成/劇本：杉井光、箕崎准
- 副劇本：小沢裕樹、三根崎優介
- 音樂：TGZ SOUNDs(SHIM)
- 協力：一迅社文庫
- 監製：箕崎准

## 外部連結
- （日語）
- 一迅社文庫「シオンの血族」特設ページ （页面存档备份，存于）（日語）
- PCゲーム版「シオンの血族」公式サイト （页面存档备份，存于）（日語）